# Marieby
Marieby är en tätort i Marieby distrikt i Östersunds kommun och kyrkbyn i Marieby socken, belägen cirka 5 km söder om Östersund.
Orten ligger vid Brunflovikens södra strand. 

## Historia
1920 drogs elektricitet och 1924 började bussar att gå.

## Befolkningsutveckling
| Befolkningsutvecklingen i Marieby 1995–2020                                                                                              | Befolkningsutvecklingen i Marieby 1995–2020 | Befolkningsutvecklingen i Marieby 1995–2020 | Befolkningsutvecklingen i Marieby 1995–2020 | Befolkningsutvecklingen i Marieby 1995–2020 |
| --- | ------------------------------------------- | ------------------------------------------- | ------------------------------------------- | ------------------------------------------- |
| |                                             |                                             |                                             |                                             |
| År |                                             |                                             | Folkmängd                                   | Areal (ha)                                  |
| 1990 | 1990                                        |                                             | 228                                         | 61#                                         |
| 1995 | 1995                                        |                                             | 246                                         | 80                                          |
| 2000 | 2000                                        |                                             | 237                                         | 80                                          |
| 2005 | 2005                                        |                                             | 218                                         | 80                                          |
| 2010 | 2010                                        |                                             | 236                                         | 82                                          |
| 2015 | 2015                                        |                                             | 458                                         | 209                                         |
| 2020 | 2020                                        |                                             | 470                                         | 198                                         |
| Anm.: Ny tätort 1995. Sammanvuxen 2015 med småorten Bye och Överbyn och 2023 med småorten Solberg, Sörviken och Vålbacken. # Som småort. |                                             |                                             |                                             |                                             |

## Samhället
I Marieby ligger Marieby kyrka invigd 1890.
Ovanför den gamla kyrkoruinen ligger Marieby hembygdsgård. Det före detta bostadshuset härbärgar nu ett museum som innehåller antikviteter från bygden.
Vid Storsjöns strand så finns det ett stort stenbrott där det anordnas  dans och musikunderhållning i brottet. Bland annat "Stenkult" som anordnas av elever från Östersund. 

## Näringsliv
Byn är känd för sina stenbrott där sten har tagits till att bygga många av husen i Östersund.